# Isidro Ros Ríos
Isidro Ros Ríos (Las Torres de Cotillas, Murcia, España, 6 de noviembre de 1995) es un futbolista español que juega como extremo en el Real Avilés de la Segunda Federación.

## Trayectoria deportiva
Es un futbolista zurdo que también se desenvuelve por la derecha a pierna cambiada, que sobresale por su velocidad y su verticalidad y que tiene una buena proyección a pesar de su juventud y de sus escasos peso, poco más de 50 kilos, y estatura, 1,65 metros.
Isi Ros se formó en las bases del Elche Ilicitano, y más tarde, llegó al Plus Ultra, con el que marcó 18 goles en la campaña 2014-15 en el grupo XIII de Tercera División. Tras el buen año que completó en el Club Deportivo Plus Ultra, en el que fue uno de los máximos goleadores de la Tercera murciana a pesar de jugar de extremo, le hizo estar a prueba en clubs como el FC Cartagena.
En 2015 firma por el UCAM Murcia Club de Fútbol de la Segunda B, para jugar en la categoría de bronce y con el que conseguiría el ascenso a la Liga Adelante
Isi Ros debutaría en Segunda División donde jugó durante la primera mitad de temporada durante la campaña 2016-2017, el año en que el UCAM disfrutó de la categoría de plata del fútbol español. No obstante, apenas tuvo trascendencia y sin llegar a debutar en Liga (solo jugó dos partidos de Copa).
En el mercado de invierno de la temporada 2016-17, el extremo del UCAM Murcia refuerza al conjunto albinegro en calidad de cedido hasta el final de la temporada.
En el mercado de verano de la temporada 2017-18, el extremo del UCAM Murcia sonó para reforzar el Real Murcia CF, Córdoba B, Rayo Majadahonda y Extremadura. Finalmente decidió quedarse en el UCAM Murcia CF, en el que firma por una temporada más y durante la temporada jugó 31 partidos y vio puerta en dos ocasiones.
Durante la temporada 2018-19, disputó 36 encuentros entre Liga y Copa, en los que anotó cinco goles.  En total 67 encuentros y siete tantos en dos temporadas en Segunda B.
En julio de 2019, se confirma el traspaso del jugador a la Agrupación Deportiva Alcorcón de la Segunda División, firma por dos temporadas para reforzar la parcela ofensiva del conjunto alfarero.
En agosto de 2019, es cedido al Real Club Recreativo de Huelva de la Segunda División B para jugar la temporada 2019-20. En las filas del conjunto onubense disputó 28 partidos en el Grupo IV de la Segunda División B de España.
El 5 de octubre de 2020, firma por el Club Deportivo Badajoz de la Segunda División B de España para jugar durante la temporada 2020-21, pero tuvo una grave lesión de rodilla que puso punto final a la temporada y no le permitió llegar a debutar con el equipo pacense.
El 15 de agosto de 2021, rescindió su contrato con el Club Deportivo Badajoz y firmó por el C. D. Atlético Baleares de la Primera División RFEF, con el que disputó diez encuentros en la primera vuelta de la competición.
El 20 de enero de 2022, firmó hasta final de la temporada por el UCAM Murcia C. F. de la Primera División RFEF, cedido por el C. D. Atlético Baleares.
Tras regresar de la cesión en el club de Murcia, el Club Deportivo Atlético Baleares rescinde el contrato con el jugador el 9 de agosto de 2022. El 23 de ese mismo mes, se anuncia oficialmente su contratación por el Real Avilés C. F. de la Segunda Federación.
El 20 de julio de 2023, firma por el Águilas F. C. de la Segunda Federación. Tras temporada y media regresa al Real Avilés, club con el que firma por media temporada con opción a una más en enero de 2025.

## Trayectoria
| Club                                  | Categoría      | País   | Año       | Partidos | Goles |
| ------------------------------------- | -------------- | ------ | --------- | -------- | ----- |
| C. D. Plus Ultra                      | 3.ª División   | España | 2013-2015 |          | 11    |
| UCAM Murcia C. F.                     | 2.ª División B | España | 2015-2017 | 23       | 1     |
| F. C. Cartagena (Cesión)              | 2.ª División B | España | 2017      | 19       | 0     |
| UCAM Murcia C. F.                     | 2.ª División B | España | 2017-2019 | 67       | 7     |
| A. D. Alcorcón                        | 2.ª División   | España | 2019      | 0        | 0     |
| Real C. Recreativo de Huelva (cedido) | 2.ª División B | España | 2019-2020 | 28       | 3     |
| C. D. Badajoz                         | 2.ª División B | España | 2020-2021 | 0        | 0     |
| C. D. Atlético Baleares               | 1.ª RFEF       | España | 2021      | 10       | 0     |
| UCAM Murcia C. F. (cedido)            | 1.ª Federación | España | 2022      | 12       | 0     |
| Real Avilés C. F.                     | 2.ª Federación | España | 2022-2023 | 35       | 7     |
| Águilas F. C.                         | 2.ª Federación | España | 2023-2024 | 44       | 2     |
| Real Avilés I. C. F.                  | 2.ª Federación | España | 2025-     |          |       |

## Palmarés

### Títulos nacionales
| Título                       | Club           | País   | Año  |
| ---------------------------- | -------------- | ------ | ---- |
| Segunda División B de España | UCAM Murcia CF | España | 2016 |